# Protokoll von Tschugutschak

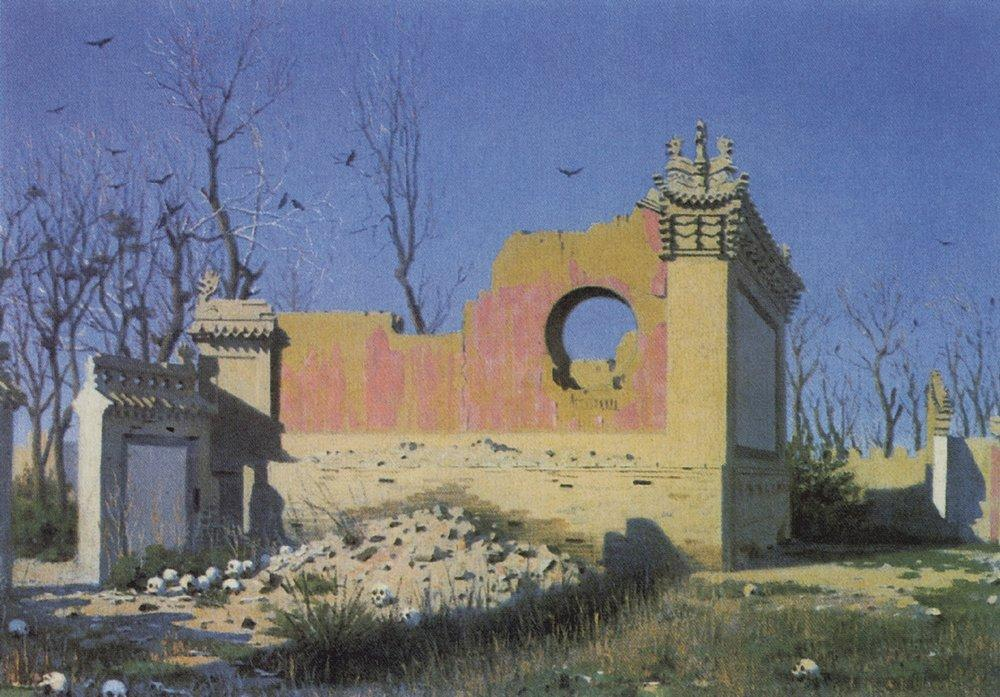
Wassili Wereschtschagin: Ruinen des Theaters in Tschugutschak (Tacheng)

Das Protokoll von Tschugutschak von 1864, das im Chinesischen unter dem Begriff Chinesisch-russischer Vertrag über die Demarkation der Nordwest-Grenze bekannt ist (bzw. als Tacheng-Protokoll oder Tacheng-Grenzvertrag) und im Englischen als Treaty of Tarbagatai (nach der kasachischen Bezeichnung des Ortes) u. a., war einer der ungleichen Verträge, der zwischen dem Russischen Kaiserreich und dem Qing-Reich unterzeichnet wurde, um Gebiete im Nordwesten Chinas abzutreten. Mit dem am 7. Oktober 1864 unterzeichneten Vertrag wurden 440.000 Quadratkilometer Land nördlich des Pamir-Plateaus und westlich des Gebiets Tannu Uriankhai an die Russen abgetreten. Infolge der Auflösung der Sowjetunion sind die meisten der abgetretenen Gebiete an die zentralasiatischen Länder zurückgegeben worden.

## Hintergrund
Ursprünglich stand das Gebiet vor mehr als hundert Jahren unter der Kontrolle des Qing-Hofes, nachdem der Qianlong-Kaiser 1755 eine Armee zur Zerstörung des Dsungarische Khanat entsandt hatte, woraufhin der Dsungaren-Klan ausgerottet und das Gebiet von Ausländern besiedelt wurde. Im Jahr 1851 unterzeichneten China und Russland in Ili (Kuldscha) und Tarbagatai (Tacheng) den chinesisch-russischen Handels- und Gewerbevertrag (den Vertrag von Kuldscha). Das zaristische Russland erhielt sowohl in der Region Ili (Kuldscha) als auch in der Region Tarbagatai Handelsrechte. Die wichtigsten Privilegien waren Steuerbefreiungen für den Handel, das Recht auf konsularische Zuständigkeit und umfangreiche Zugeständnisse, die den Zugang zu China vom Nordwesten aus auf dem Landweg eröffneten.

## Geschichte

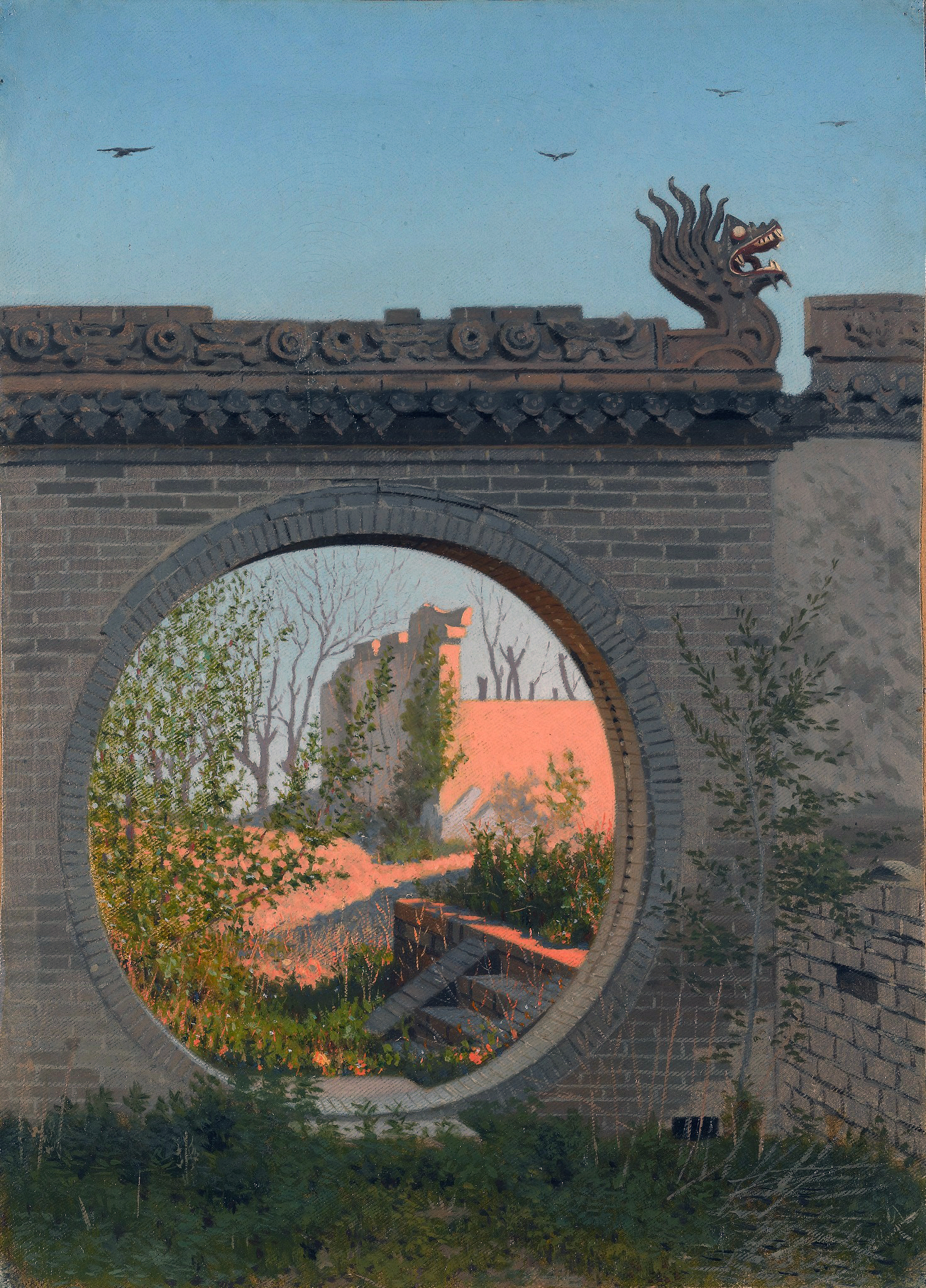
Wassili Wereschtschagin: Gartentor in Tschugutschak (Tacheng)

Am 7. Oktober 1864 beriefen sich u. a. die zaristischen Vertreter Babkow und Sacharow auf die grundsätzlichen Bestimmungen der chinesisch-russischen Pekinger Konvention (von 1860) über den Verlauf des westlichen Abschnitts der chinesisch-russischen Grenze, wobei sie die Grenze in deren Text nach den Karun (Militärstationen) als ständige Karun betrachteten und sich ausschließlich nach diesen richteten (während die Chinesen die Grenze nach den naturgegebenen geographischen Gegebenheiten über die karun hinaus sahen) und der Qing-Gesandte Mingyi, der die nordwestliche Grenze vermessen hatte, war wegen des Ausbruchs der Ili-Krise gezwungen, in Tarbagatai (dem heutigen Tacheng) die insgesamt 10 Artikel zu unterzeichnen. Es legte insbesondere die Grenze vom Shabindabaha-Gebirgspass bis zur Grenze des Khanats Kokand fest. Sogar der Temurtu Noor (der heutige Issyk-Kul), der im chinesisch-russischen Vertrag von Peking als Grenzsee festgelegt worden war, wurde als Binnensee des zaristischen Russlands bezeichnet, womit 440.000 Quadratkilometer Territorium östlich und südlich des Balchaschsees und nördlich und südlich des Saisan Noor (des heutigen Saissansees) im äußersten Nordwesten abgetreten wurden. Mit der Unterzeichnung des Vertrages wurde die moderne Nordgrenze Chinas weitgehend festgelegt, mit Ausnahme der Grenze zwischen China und der Äußeren Mongolei. Die Kasachen, die in dem nun verlorenen Gebiet als Nomaden lebten, waren damit Russland zugesprochen worden. Der größte Teil des chinesischen Kasachenstammes der Keraiten schloss sich zu dieser Zeit des Hui-Aufstands der Tongzhi-Ära in Xinjiang China an.

## Unterverträge
Im Rahmen des Protokolls von Tschugutschak gab es später verschiedene Unterverträge (nach verschiedenen Orten benannt):
- Untervertrag I: Kobdo-Grenzvertrag 13. August 1869[14]
- Untervertrag II: Uliastai-Vertrag vom 4. September 1869[15]
- Untervertrag III: Tarbagatai, 12. August 1870[16]